# Janny Knol
Janny Knol (Rotterdam, 13 augustus 1969) is een Nederlandse politiefunctionaris. Sinds 1 maart 2024 is zij korpschef van de Nationale Politie in de rang van eerste hoofdcommissaris.

## Opleiding en carrière
Knol ging van 1981 tot 1985 naar het mavo aan het Meander College in Zwolle. Daarna volgde ze van 1985 tot 1988 een opleiding Agogisch Werk in de richting (semi) residentieel werk aan de mdgo de Sprankel in de Overijsselse hoofdstad. Van 1988 tot 1993 ging Knol naar de Politieacademie, waar ze de politieopleiding A & B heeft gevolgd. Knol begon haar carrière als agent, ze werkte van 1990 tot 1991 bij de gemeentepolitie te Deventer.
Van 1991 tot 1995 was Knol medewerker basispolitiezorg bij de politieregio Gelderland-Midden. Van 1995 tot 1997 was ze daar praktijkbegeleider. Van 1995 tot 1997 studeerde ze Rechtswetenschappen aan de Open Universiteit. Van 1997 tot 2001 was ze algemeen docent op de Politieacademie Zutphen (voorheen LSOP). In 2000 kreeg ze een pedagogisch didactische aantekening van de Hogeschool Arnhem en Nijmegen.
Van 2001 tot 2004 was Knol assistent-teamchef Zwolle Noord bij de politieregio IJsselland. Van 2004 tot 2006 was ze daar teamchef Dalfsen/Ommen, van 2006 tot 2011 teamchef Zwolle Centrum-Zuid, van 2011 tot 2012 adjunct-directeur Opsporing en van 2012 tot 2013 waarnemend directeur Opsporing. Van 2005 tot 2006 volgde Knol een Executive master of Tactical Policing en van 2008 tot 2010 een Master Strategisch Leiderschap aan de School voor Politieleiderschap en de NSOB.
Van 2013 tot 2018 was Knol districtschef Twente bij de eenheid Oost-Nederland en van 2018 tot 2019 was ze daar lid van de eenheidsleiding. Als districtschef was ze onder andere betrokken bij de aanpak van de motorbende Satudarah en de politie-inval in 2017 in Vak-P, het supportershome van de harde kern van FC Twente. In 2019 volgde ze het ABD Kandidatenprogramma.
Van 2019 tot 2022 was Knol plaatsvervangend politiechef van de eenheid Noord-Nederland, waar zij als hoofd Operatiën zich bezig hield met de portefeuille Intelligence, zoals de de aanpak van ondermijnende criminaliteit in de virtuele wereld. Ze was er ook betrokken bij de bevrijding van de kinderen van Ruinerwold, die jarenlang in het geheim door hun vader werden vastgehouden op een Drentse boerderij.
In 2021 volgde Knol een opleiding Internationaal onderhandelen bij Instituut Clingendael. Op 1 februari 2022 volgde zij Oscar Dros op als politiechef van de eenheid Oost-Nederland. Door haar online ervaring liep de Twentse politie voorop met webcare en communicatie met burgers via online kanalen. Op 1 maart 2024 volgde Knol Henk van Essen op als politiechef van de Nationale Politie. Zij werd daarmee de eerste vrouw die deze functie bekleedt.

## Privéleven
Knol is ongehuwd en heeft twee dochters.